# Тараево
Тараево — опустевшая деревня в Советском районе Кировской области в составе Родыгинского сельского поселения. 

## География
Находится в правобережной части района на расстоянии примерно 8 километров по прямой на северо-запад от нового моста через реку Пижма в районном центре городе Советск.

## История
Известна была с 1873 года как деревня Тырышкина или Тараево, когда здесь было учтено дворов 11 и жителей 113, в 1905 22 и 137, в 1926 30 и 156, в 1950 21 и 73, в 1989 уже оставалось 2  постоянных жителя . 

## Население
Постоянное население составляло не было учтено как в 2002 году, так и в 2010.